# 山下史守朗
山下 史守朗（やました しずお、1975年〈昭和50年〉7月6日 ‐ ）は、日本の政治家。愛知県小牧市長（4期）。元愛知県議会議員（2期）。

## 経歴
1975年7月、愛知県小牧市生まれ。父は小牧市議会議員・愛知県議会議員を務めた山下慶一郎。
小牧市立小牧小学校、小牧市立小牧中学校、愛知県立旭丘高等学校、立命館大学政策科学部卒業。
大学卒業後、自由民主党愛知政治大学院　第一期生として政治を学びつつ、鈴木政二参議院議員（元内閣官房副長官）の秘書を務め、2003年4月愛知県議会議員選挙に小牧市選挙区から出馬、初当選（12,120票)。2007年の県議選で再選。
2011年1月30日小牧市長選挙に無所属で立候補し初当選。2015年2月に再選。2019年2月に3選。2023年2月に4選。
2022年第17回マニフェスト大賞のローカル・マニフェスト大賞＜首長の部＞ で優秀賞を受賞。

## 年譜
- 2000年 参議院議員鈴木政二 秘書
- 2003年 愛知県議会議員初当選(1期目)
- 2003年 自由民主党小牧市支部 幹事長
- 2006年 自由民主党愛知県連 青年部長
- 2007年 愛知県議会議員当選(2期目)
- 2007年 自由民主党小牧市支部 支部長
- 2010年 愛知県議会警察委員会 委員長
- 2011年 小牧市長初当選(1期目)
- 2013年 愛知県市長会 副会長
- 2015年 小牧市長当選(2期目)
- 2015年 全国青年市長会 副会長[8](-現在)
- 2019年 小牧市長当選(3期目)
- 2023年 小牧市長(4期目･現職)
- 2023年 愛知県市長会 会長[9]（-現在）
- 2023年 全国市長会 理事[10]（-現在）

## マニフェスト大賞・優秀賞を受賞
2022年第17回マニフェスト大賞のローカル・マニフェスト大賞＜首長の部＞ で、山下は優秀賞を受賞した。受賞のタイトルは「市長の強いリーダーシップによる分権時代の自治体経営～マニフェスト選挙を起点とした計画の策定から４カ年の評価まで～」で、審査委員講評として「マニフェストで掲げた項目を着実に実施しているが、その背景にはマニフェストを総合計画等へ反映させる仕組みを構築したことにある。市民に選ばれた市長がその責任において優先的に資源を投入し実施する「市政戦略編」と、行映が着実に実施する「分野別計画編」を分けたことにより総花的になりがちな総合計画を市長のリーダーシップと責任において目指すまちづくりを前面に出しメリハリのある計画とした。総合計画は市長選を起点とする8年サイクルとしている。マニフェストサイクルを意識している」と評された。

## 市長時代の実績

### 小牧山築城450年記念事業を実施
小牧山は1563年に織田信長が築いた小牧山城があった場所で、現在は一帯が記念公園となっている。信長が白の南に城下町を整備したことや、小牧・長久手の合戦で徳川軍と羽柴軍がこの地で対峙するなど歴史の舞台となったこと、さらに今も当時の遺構が維持されていることなどから、山全体が史跡に指定されている。
築城から450年後の2013年に山下は小牧市長として「小牧山城築城450年記念事業」を立ち上げた。1年間にわたり「宵まち楽市楽座」や「小牧山お月見まつり」など31の記念事業、196の連携・協賛事業を展開した。
この事業がテレビやラジオ、新聞に取り上げられたことによる広告効果額は4億円以上と試算されており、市内外に小牧や小牧山城の知名度が高まった。
また、このプロジェクトの効果として、市のアンケート結果では、市外在住者の意見として88.5％がまた小牧に来たいと回答している。また、市内在住者の 87.5％が「小牧市っていいな」に回答した。

### 中央図書館開館
山下は2011年の市長当選後、前市長の方針であった商業施設ラピオへの図書館移転を白紙とした。 2014年の2回目の市長選挙に向けて「ツタヤ図書館」の建設を発表し、翌年２月の市長選挙では、「名鉄小牧駅前に官民連携による滞在型の新図書館整備」などによる中心市街地の活性化を掲げ、2期目の当選を果たしたが、2015年に新図書館建設計画に対する住民投票の実施を求める署名運動がおこり、翌月に住民投票が実施。新図書館建設に賛成24,981票（43.6％）、反対32,352票（56.4％）で、新図書館構想は白紙となった。
山下は現計画を白紙としたうえで、2016年に「新小牧市立図書館建設審議会」を設置。建設反対派の市民団体の代表を含む、市内各種団体等の代表、公募市民、有識者の21人を委員として選出。全17回の審議会を経て「市直営のしっかりとした図書館を名鉄小牧駅前に新設するのが望ましい」との趣旨の答申を受けた。
この方針を受け、2021年3月、新図書館が完成。本の貸出しや返却など館内には最新のICT機器の導入、Wi-Fi環境の整備、サイレントルームや研究個室などの学習スペースも採用。来館者数は、令和3年度に68万人、翌4年度には74万人を超え、小牧駅前の中心市街地のシンボル的存在となった。 
各階が連続的につながる4層の吹抜け空間の洗練された建物は、同年、「建築（公共施設）・土木・景観」の部門で2021年度グッドデザイン賞を受賞した。

### 子ども未来館の開館
2017年、名鉄小牧駅前の再開発ビルラピオの中に「こども未来館」を整備することを発表した。再開発ビルラピオは、過去の駅前再開発で生まれ、市の第三セクター「小牧都市開発」が運営する商業ビルだが、キーテナントの撤退などで空洞化し、その後の再構築が課題であった。
「未来リテラシーを育む」というコンセプトのもと、子どもたちの五感、好奇心、探求心を刺激する「学び」の施設は、新型コロナウイルス感染症による行動制限の影響で開館の延期が続いたが、令和３（2021）年３月にオープン。 テレビなどのメディアにも取り上げられ市外からの来場者も多く、市民への子育て支援機能のみならず、市内外へ小牧市の子育て環境をPRする施設としても注目されている。

### こまき巡回バスの改善
2011年10月から公約であった「こまき巡回バスの65歳以上の利用無料化」を決定した。
2019年には、1.長大路線を廃止し、すべてのルートを最大１時間程度の路線とする、2.小牧駅-小牧市民病院-小牧市役所をピストン運行する新たなルートの設置、3.幹線路線は小牧駅・味岡駅、支線路線は市民病院・味岡駅・桃花台センターのルートに変更、4.国道41号を跨ぐ高架道路は回避する、5.道路の幅員や勾配に配慮したルートに変更、という改善を行った。さらに2020年、2022年、2023年にも見直しがされている。
2023年には障碍者手帳をすまほで表示できるサービスを開始し、バス料金等が減免される制度を取り入れ、また、バスの位置情報システムを導入し、アプリ等でバスがどこを走っているか誰でも確認できるサービスを導入するなど公共交通の改善がはかられている。

### 名古屋鉄道と包括連携協定を締結
2023年5月、名古屋鉄道と包括連携協定を小牧市役所で締結した。今回の締結にあたって「この地域はマイカーの利用が多いが急速に回復している訪日外国人客は公共交通が無ければ来ない。連携は非常に重要だ」と語っている。

### 子育て支援
インタビューで子育て支援について問われ、市の独自色として「子どもが夢を持って健やかに成長していけるようにと子どもを主軸にしていることです」と語り、具体的な事業として「小学５年生を対象としたトップアスリートとの交流や大学進学準備、海外留学の助成金など」を挙げている。

### 市民意向調査
2022年に小牧市が18歳以上の市民6,000人を対象に実施した市民意向調査では、「小牧市は住みよいまちだと思いますか?」という問いに対して90%が「住みよい」「どちらかと言えば住みよい」と回答（2012年の調査から7.1%上昇）、「今後も小牧市で暮らしたいと思いますか?」という問いに対しては88.2%が「今後も小牧市で暮らしたい」と回答（2012年の調査から9.2%上昇）し、いずれも市長就任直後の調査から大きく上昇する結果となった。

### DX推進への評価
2023年、時事総合研究所の「全国自治体DX推進度ランキング2023」において、小牧市が市区町村ランキング49位にランクインした。

## 行政改革等の取組み

### 窓口サービスの改善
2018年10月より篠岡支所、2020年10月より味岡支所、北里支所における取り扱い業務の拡充を実施した。

### 休日窓口の開設
2019年4月より年末年始を除く毎週日曜日に、住民異動届や市税等の収納等の取り扱い業務を拡充し休日窓口を実施した。

### お悔みコーナーの開設
2020年10月より亡くなられた方に関する市役所への各種届出について、ご遺族の方が窓口を移動することなく一つの場所で手続きができるお悔みコーナーを開設した。

### スマート窓口の実施
2022年2月より、窓口利用者が申請書等にほとんど記載することなく職員が作成した申請書を確認し、署名するだけの書かずに簡単らくらく窓口「小牧スマート窓口」を開始。2022年6月より転入に関する手続きにおいてもスマート窓口を開始した。
2022年11月からは各支所においてもスマート窓口を開始した。

### キャッシュレス決済の導入
2022年6月より市民窓口課窓口および各支所での手数料の支払いについて、キャッシュレス決済の運用を開始した。

### 公共施設の休業日廃止
2014年3月より市民四季の森、図書館や児童館など市民の利用ニーズが高い公共施設の開業日を拡大した。

### 市長交際費廃止
2011年6月補正予算発表時、これまでに年間150万円計上されていた市長交際費は「何に使われているかわかりにくく、誤解を招く」として廃止した。

### 退職金の50％削減
退職手当は任期ごとに支払われるため、四期務めた前市長は合計で1億円近くの支払いがあった。2011年5月30日の会見で、特別職といわれる市長・副市長・教育長の退職手当を現行の半額にする条例案を市議会に提出すると表明した。同年６月議会に「小牧市長等の退職手当の特例に関する条例案」を上程し、可決された。

### 議員定数削減への動き
2011年4月、山下は議長に対して定数削減を含めた8項目にわたる議会改革を要請。議会の猛反発を受け、山下はこれをあくまで「要請」とし、議会の議論・決定に結論を委ねた。議会改革特別委員会において検討し、各会派から議員定数の削減については、0名と2名と3名の案が出されたが、結論に至らなかった。
2011年第3回臨時会において議案第64号として3人削減案と議案第66号として2人削減案が上程されたが、ともに否決。
2013年9月20日に議員定数等検討委員会より議長に対し3案併記された提案報告書が提出された。
2013年第4回定例会において議員提案により議案第136号「小牧市議会の議員の定数を定める条例の一部を改正する条例の制定について」として3人削減案が上程され、賛成多数により可決。

## 市長時代の新型コロナウイルス感染拡大への対策

### 学童への補助金
2020年4月15日、新型コロナウイルス感染症拡大防止のため、市内の保育園や学童保育の利用を自粛した家庭に対し協力金を支給すると発表した。金額は園児1人につき1万円、児童は同5000円。

### 総額6億円の支援策
また、2020年5月には、重症化リスクの高い75歳以上の市民に対して1万円の自粛協力金、ひとり親家庭等に1世帯当たり1万円の生活支援金を支給した。さらに、学校の臨時休校に合わせて、高校生以下のこども全員に5千円分の図書カードを配布。また、一般世帯や事業者を対象に水道料金の基本料金を6か月間免除した。

### 感染者の自宅療養支援
感染者やその家族の自宅療養のための支援として、市とコンビニ事業者との協定に基づき、食料や日用品を供給する支援を小牧市が愛知県内で初めて実施した。

### 国からの給付金
国の事業として、国民一人につき10万円を給付する「特別定額給付金」の支給事務については、愛知県内では最も早く、2020年5月7日から支給を開始した。また、このいち早い給付に対しては、多くの市民からお礼の手紙が寄せられた。

### 子育て支援
新型コロナウイルスの収束の見通しが立たない中で、子育て中の母親らの不安や悩みを解消するため、zoomを使ったオンライン育児相談を愛知県内の自治体でいち早くはじめ、2020年7月27日から予約受付を実施し、8月3日から相談が開始された。

### ワクチン接種への対応
新型コロナウイルスワクチン接種を見据え、愛知県内の市町村でいち早くワクチン接種のための独立した部署「新型コロナウイルスワクチン接種推進室」を設けるなど、市民がスムーズに接種を行えるよう体制整備を行った。
ワクチン接種については、全国的に予約の混乱がみられる中、山下は、集団接種・個別接種とも市が一括で予約を受け付け、市民の予約全体の状況をリアルタイムで把握することができるようにし、年齢順に接種券を送る「小牧市方式」を導入し、接種券が手元に届いた市民はいずれかの会場を即日必ず予約できる効率的な仕組みをつくり、円滑なワクチン接種を実現した。

## 県議時代の実績

### 県営名古屋空港への飛行研究施設誘致
山下は2005年3月4日愛知県議会において、久保泰男産業労働部長(当時)と共に「将来の雇用や産業の発展に大きな貢献が期待できる宇宙航空研究開発機構（JAXA）の飛行研究施設を県営名古屋空港に誘致すべき」と 神田真秋知事（当時）に質問した。これを受けて神田知事は「国の動きに注意しながら、官民一体となって誘致に向けた努力を継続して」いくとした。

## その他のエピソード等

### 市長就任直後の抱負
市長に就任した後、機構改革に着手した。市長の補佐機関として「市政戦略本部」を設置し、市政の主要案件について集中的に議論する場を設けるなどの改革を行った。その際、「地方分権の中、行政の責任者であると同時に市民の代表者でもある市長が、積極的にリーダーシップを発揮することが重要」と決意を述べている。また自治のあり方については「要望型でなく、市民の自立と互助の精神による、参画型の新しい市民と行政の関係をつくりたい」とし、地域協議会を設立し「住民による自治」を推進する考えを示した。

### 岸田総理への提言
2022年10月、少子化対策に関して首相官邸を訪問し、岸田総理に「人口戦略・少子化対策」の重要性を訴え、提言を行った。またこの提言は山下の発案で全国青年市長会として提言を出したものである。この提言の取りまとめ、岸田総理への説明も山下が行った。

### 台風接近中のバス旅行
2011年9月、小牧市に台風が接近、同市で災害対策本部の設置が検討されるなか、山下は後援会と福井県にバス旅行に出かけ、市議会の決算特別委員会で抗議を受けた。

### 市有地売却と要綱改正
市が2013年4月に行った小牧駅前の市有地売却が「不当に廉価だったため、市に損害を与えた」、「随意契約で地元の金融機関（東春信用金庫）に売却したのは、違法・不当だ」、「近隣地の売却事例の半額以下売却した」として、2015年1月15日、小牧市内に住む男性が山下に対し、一般競争入札で売却した場合との差額約1億5千万円を市に返還するよう求める住民監査請求を行った。これに対し山下は「価格も手続きも適正で問題ない」と主張した。2015年2月6日、監査委員が監査結果を発表。「売買契約から1年以上経過しており、監査請求の対象にならない」（地方自治法では住民監査請求ができる期限は1年と定められている）として、訴えを棄却した。男性は同年3月、住民訴訟を起こしたが、時効を理由に棄却された。なお、この問題では市有地売却当時、山下自身が役員を務める会社が東春信用金庫に対し、借金の担保として1億5千万円の不動産担保を同信用金庫に差し入れており、そのことと市有地売却が関係しているのではと強く批判されている。
また、この市有地売却前の2012年6月、山下は市民にも議会にも知らせぬまま、市有地の随意契約に関する要綱（「小牧市普通財産土地の売払いに関する要綱」第4条）を改正。市有地売却は地方自治法で原則自由競争入札となっており、それまで市の要綱でも市長が勝手に市有地を随意契約で売却しないように、随意契約での市有地売却には6つの条件付けがされており、その6つの条件に準じた場合で市長が認めた場合のみ、随意契約で売却できるとなっていた。しかし山下はこれを「6つの条件のほか、市長が認めた場合」と変更し、市長が自由に随意契約で市有地を売却できるとした。そのため、この要綱改正自体が地方自治法に違反するのではと議会から批判されているほか、東春信用金庫に市有地を売却するためにこの要綱改正を行ったのではとも批判されている。

### 市職員に対するふるさと納税への協力要請
2014年、小牧市外に住む市職員に対し、同市のふるさと納税制度「こまき応援寄附金制度」を使って小牧市に率先して寄付するよう求めたことが「寄付の強制にあたる」として市議会で問題となった。同年8月の記者会見で「600人も寄付者が出るか」という質問に対し、山下は「（市職員約1000人のうち）市外に住む職員400人に期待してる」と回答。さらに同年9月12日の市議会で「職員に協力を求めるのは実質強制になるのでは」という質問に対し「確定申告をすれば2千円を超える寄付金額分は税金から還付される」としたうえで「広く寄付をいただくには、職員が姿勢を示すことが大事」と回答した。

### 妻が代表を務める社会福祉法人の小牧市立みなみ保育園委託応募
2015年4月に開園予定（当時）だった小牧市が建設し指定管理者制度で民間委託されることとなっていた小牧市立みなみ保育園の委託業者に、山下の妻が代表を務めている社会福祉法人が応募していたことがわかり、市議会で問題とされた。山下自身もこの法人の非常勤職員として報酬を得ていた。2015年3月に行われた市議会で同問題を追及された山下は「応募したのは妻ではなく法人」「公正な審査の結果落選したため市長として市政を歪めた事実はない」「全く問題ない」などと回答している。さらに同年6月の市議会で山下は「政治倫理の確立のための小牧市長の資産等の公開に関する条例」第4条に基づいた関連会社等報告書で当初この法人から報酬を得ていたことを記載していたが「報酬を得ていたが法人の役員としてではなく、確認したところその場合は記載の必要がないことがわかった」として、記述を削除し該当なしとしたと回答している。

### 新図書館建設に関する広報活動
2015年10月に行われた新小牧市立図書館建設に関する住民投票で、計画に関する市の広報活動が「賛成投票に誘導する偏った内容だった」として、同年12月、市民約160人が山下に対し、広報資料の印刷代や住民説明会の経費など約300万円を市に返還するよう求める住民監査請求を起こした。2016年2月29日に監査委員が監査結果を発表し、訴えを却下した。この結果を不服とする市民25人が同年3月29日山下に対し、広報資料の印刷代や住民説明会の経費など約300万円を市に返還するよう求める訴訟を名古屋地裁に起こしている。原告の一人である元市議の男性は、「市民の意見を聞かずに計画を進め、中立性を欠いたうその説明をしたことは問題だ」「広報紙の内容には市の当初の図書館計画と異なる部分があり、十分な説明がされておらず放置できない」と主張している。広報冊子の発行費用を市に返還するよう求めた住民訴訟は、2016年に一審・二審共に棄却された。

### 投票日前日の当選祝い配布
2015年10月4日に行われた小牧市議会議員選挙で、投票前日の10月3日に一部の市議会議員に当選祝いを送ったことが問題となった。山下が作成した文書を副市長に命じ各陣営に配らせていたが、途中市議から「当選も決まっていないのに当選祝いを送るのは、不適切だ」との指摘を受け、文書を回収。シュレッダーで処理した。山下は「今回の件は、配慮に欠けた行動だった」として、自身と副市長の給料の10分の3を3か月間自主返納すると発表。配布理由に関しては、同年10月19日に行われた臨時議会で市長公室長が「慣例として当選後に市長と副市長で配っていたが、今回は（市議選と同日に行われた）住民投票の結果に関する記者会見を報道機関から要請されていたため、先に配った」と回答。また、公職選挙法に違反するのではとの質問に関しては「県の選挙管理委員会や警察・顧問弁護士にも相談したが、違法性はないと言われた」と回答している。なお、この問題では同年12月22日、市民約160人が山下に対し「公務とは言えないことに公用車を使った」として、公用車の委託会社に支払った1万7388円を市に返還するよう求める住民監査請求を起こした。2016年2月29日に監査委員がその監査結果を発表。「当選祝いの配布は公務として認めがたく、その費用の支出は不当だが、1月29日に副市長が相当額1万4904円を市に納入したため、市の損害はない」として受理後、却下された。

### 参院選候補の個人演説会での公用車使用
2016年7月7日、山下は市内で行われた参議院選挙愛知県選挙区に立候補した藤川政人の個人演説会に出席。その際公用車を使って会場に行ったのは「公務とは言えない」として、同年7月29日市民5人が山下に対し、公用車の運行業務委託会社に市が支出した9936円の返還を求める住民監査請求を行ったが、「個人演説会への出席等は社会通念上儀礼の範囲を逸脱したものということはできない」「どの候補者の支持表明等を行うのかは市長の裁量にゆだねられている」などとして、棄却された。

### 小牧市立図書館建設
山下は公約に「図書館の建て替えなどの大型プロジェクトは､市民の意見をよく聞き､長期的視点に立って､ゼロから再検討」を掲げ2011年2月に当選したが、就任直後のインタビューで図書館の移転候補地となっていた小牧駅前ビル「ラピオ」への移転を「私はもともと反対だった」「ラピオ移転はマニュフェストに合わない」とし、同ビルの空床にファニチャードームを誘致。その後2014年4月に中野前市長時代に決まっていた「公設公営」の運営方針を「公設民営」に変更。指定管理者制度を導入し、佐賀県武雄市の武雄市図書館・歴史資料館をモデルとした通称「ツタヤ図書館」の建設を発表。カルチュア・コンビニエンス・クラブとアドバイザリ契約を結び、小牧駅前の図書館建設を進めた。これに対し「市長は市民の意見を聞いていない」「図書館の質を落としかねない」などといった理由で反対運動が起こり、2015年10月に住民投票が行われた結果、反対多数となった。山下は「ツタヤ図書館が否定された訳ではない」と述べ、日経ビジネス 11月9日号に『「ツタヤ図書館」否決も諦めず』と題した持論も発表したが、同年12月「市議会から理解が得られなかった」として、白紙化が決定した。なお、この問題では契約から住民投票に至る過程で様々な問題点が指摘されており、住民投票においては「市の広報活動が賛成投票に誘導する偏った内容だった」として、山下は市民約160人から、広報資料の印刷代など約300万円を市に返還するよう求める住民監査請求を起こされている。また、同時期に行われたパブリックコメントでも反対意見が多数だったほか、山下の公約違反を指摘する意見も多数あった。
2016年4月山下は同市教育委員会に有識者会議の設置を指示。公募市民6人を含む21人で約10か月にわたり審議を進めさせた。同審議会は2017年2月に答申を提出。答申は争点となった建設地と運営方針に関して列挙する形で、会長の内野安彦常磐大学非常勤講師曰く「読んでこうすべきだという内容にはなっていない」というものだった。
2018年4月に発表された建設計画は建設費が約43.4億円と巨額の建設費用も問題となったツタヤ図書館の建設費用42億円を上回っており、この点も問題となっている。さらに同年7月には新図書館の設計業務において官製談合疑惑が発覚している（詳しくは「小牧市立図書館#新館建設」を参照）。

### 小牧市こども未来館整備
小牧駅前にある第三セクター・小牧土地開発株式会社が経営する商業ビル「ラピオ」の空床問題を解決するため、山下は「（仮称）小牧市こども未来館」の整備を進めていたが、その基本設計と実施設計を公募せず特命随意契約で基本構想の策定業者のアール・アイ・エーに委託したのは違法であり、その結果契約額が約1億2300万円と高額になったとして、2018年7月6日市民から契約解消と損害賠償を求める住民監査請求を起こされた。これに対し市は「基本構想策定はプロポーザルを行ったが、その際基本実施設計も受託できると判断した」と主張。また山下は、「事務は適切だった」などと主張している。これに対し市の監査委員は同年9月13日「市の判断に違法または不当な点は見られない」「本件事業に係る公金の支出が違法・不当であるとは言えない」とし、請求を却下した。この結果に対し訴えた市民は「監査結果には到底納得できず、裁判で問題を明らかにしたい」として、市が業者と交わした同施設の設計契約無効と基本構想策定委託料1695万円の返還を求める住民訴訟を名古屋地裁に起こしている（2020年6月請求を棄却）。また、同年7月には「（仮称）小牧市こども未来館」と同じくラピオ内に整備を進めている子育て包括支援センターの設計業務で官製談合疑惑が発覚。市の予定価格（こども未来館が1億2345万4800円、子育て包括支援センターが1080万円）がアール・アイ・エーの見積価格と同額で落札率100%だったことが外部からの指摘で発覚。同年9月19日小牧市議会でこの問題に関する質疑が行われた。市議会議員が「（市の予定価格と落札率が）100％同じだが、おかしいとは思わなかったのか」と質問すると、市側は市の職員とアール・アイ・エー社社員の双方に予定価格の漏洩がなかったか聞き取り調査を行ったことを説明。山下は「まったくありえないことではないが、これだけで決めつけの判断はできない」と主張した。その後子育て包括支援センターの監理業務も市の予定価格（税抜き509万円）も落札率100％でアール・アイ・エーが落札していたことが発覚。10月1日に市はこの一連の問題に関し情報漏えいがなかったかなどを調べるため、弁護士などによる第三者委員会の設置を発表した。なお、「（仮称）小牧市こども未来館」は同年2月-3月にかけて整備基本構想（案）に対するパブリックコメントが実施されたが、送られてきた市民の意見が整備に疑問・反対もしくは否定的なものばかりであった。また、同じく10月1日「（仮称）小牧市こども未来館」の計画について賛否を問う住民投票実施を求め、市民3人が市に申請。住民投票を市長に直接請求するために必要な有権者50分の1の約4倍の9241人分の署名が有効と認められ、同年12月7日住民投票条例の制定を直接請求されたが、山下は12月11日の市議会で「（こども未来館は）適正な手続きを経て進めている」「事実誤認に基づいた請求で条例は制定すべきでない」と述べた。なお、条例案は同年12月21日市議会本会議で採決が行われ、賛成9人・反対14人の反対多数で否決された。条例制定を求めていた市民団体のメンバーはこの採決に対し「約1万人の署名に込められた市民の声を踏みにじるものだ」と非難した。なお「こども未来館（仮称）」を巡り、施設の基本構想策定委託契約と設計業務委託契約を同一業者と交わしたことなどを違法だとし市内の男性が小牧市長を相手取って計1億3365万円の損害賠償を求めた訴訟について、名古屋地裁は2020年6月24日請求を棄却した。

### 週刊ポストの記事
2019年10月、女子大生と肉体関係を持ち3万円を渡したとの内容の記事が週刊ポストに掲載された。これに対し山下は「書かれてる内容はすべて事実無根。わたしは法に触れるようなことは一切していない。弁護士と相談して法的な措置も検討したい」と述べた。この報道を受けて同年10月16日の小牧市議会第3回臨時議会で山下に対し議員から質問が行われた。山下は「週刊誌の記事の内容は事実ではない」「相手の女性が誰なのかもわからない」と回答。また、「週刊ポストになぜ抗議しなかったのか？」「すぐに告訴できるのになぜしないのか？」という質問に対しては「弁護士と現在相談中」「協議中のため抗議も告訴もまだしていない」と回答した。同年12月の市議会本会議で議員からその後の対応について聞かれた山下は「弁護士と協議した結果、たとえ事実に反する記事であっても訴えれば必ず勝訴できるとは限らない」「時間も労力もかかる」などとして裁判はしないし週刊ポストに抗議もしないと回答した。また、日本労働組合総連合会など7つの団体からこの問題に関する要望書が届き市民からもメールなど43件の声が寄せられたが「すでに臨時議会という公の場で答えた」「週刊誌上の匿名の方の発言と、私が公の場で否定し「もし事実であれば市長を辞職する」とした発言、市民がどちらを信じるかということ」などとして、個別に回答しないとした。

### 4選出馬
2011年に小牧市長選挙に立候補した際「多選は市政を腐敗させる」として、現職5期目を目指して同じく立候補していた中野直輝市長（当時）を批判。当選しても「3期12年まで」とし議会に多選自粛条例を提出すると公約、2011年の市議会で多選自粛条例を提出したが、議会の反対多数で否決された。しかし、2023年2月の市長選挙に4期目の立候補を表明。市議会の一部議員から批判されると「言説は過去から一貫している」などと主張した。なお、この市長選では、大差で4選を果たしている。

### スケートパークの式典にて
小牧市のスケートパークにAK-69氏からジャンプ台が寄贈され、その式典に参加した。その際に、「AK-69さんが地元を忘れないでいてくれるのがうれしい。小牧市としても、子供たちが夢に向かってチャレンジできる環境を作っていきたい」と語った。

### ウクライナ避難民について
ロシアのウクライナ侵攻によって激戦地となったマリウポリから小牧市に避難した女性と市役所で面会を行った。面会を行った際、女性からは謝意が伝えられた。山下は「国の支援のスキームに漏れがある」と指摘。住居の提供や支援金は市独自で対応しているため、国や県に働きかけながら女性を支え続ける意向を示した。